# Moi et le Village
Moi et le village est un tableau  réalisé en 1911 par le peintre Marc Chagall, une peinture à l'huile sur toile de 191 × 150 cm, conservée au Musée d'art moderne de New York.

## Historique
Moi et le village est une œuvre peinte en 1911 par un Chagall qui venait d'arriver à Paris, après avoir quitté sa patrie pour chercher de nouveaux horizons et une reconnaissance dans ce qui était alors la capitale de l'art.
Tout au long de sa vie, Chagall a traité presque les mêmes thèmes, liés à son enfance et à sa jeunesse à Vitebsk, à sa ville natale et à ses coutumes, au monde des traditions juives et au symbolisme d'une vision subjective et personnelle du monde.
Dans ce tableau, on peut voir différents éléments représentatifs d'une réalité abordée du point de vue des souvenirs d'enfance de l'auteur, combinés de telle sorte que l'on peut parler d'une évocation plutôt que d'une réalité objective.

## Description
Le tableau dépeint une idéalisation du type de communauté où Chagall a grandi, dans laquelle les gens et les animaux vivent en harmonie.
L'œuvre est de facture cubiste et contient de nombreuses images tendres et oniriques qui se chevauchent dans un espace continu,. Au premier plan, un homme à la casquette verte fixe une chèvre ou un mouton avec l'image d'une chèvre plus petite que l'on trait sur sa joue. Au premier plan également, un arbre rougeoyant est tenu par la main sombre de l'homme.
L'arrière-plan présente un ensemble de maisons à côté d'une église orthodoxe, et une violoniste renversée devant un homme vêtu de noir tenant une faux. L'homme au visage vert porte un collier avec la croix de Saint-André. Comme le titre l'indique, Moi et le Village est influencé par les souvenirs du lieu de naissance de l'artiste et sa relation avec celui-ci,,.
L'importance du tableau réside dans son intégration parfaite de divers éléments des contes et de la culture d'Europe de l'Est, tant biélorusses que yiddish. Ses éléments sémiotiques clairement définis (par exemple l'Arbre de vie) et son style audacieusement fantaisiste étaient à l'époque considérés comme révolutionnaires.
Son style frénétique et fantaisiste[3] est attribué aux souvenirs d'enfance de Chagall qui sont devenus, selon les termes du spécialiste H.W. Janson, un « conte de fées cubiste » remodelé par son imagination, sans tenir compte de la couleur naturelle, de la taille ou même des lois de la gravité.